# Стефан Маларме
Стефан Маларме (фр. Stéphane Mallarmé; Париз, 18. март 1842 — Вулен сир Сен, 9. септембар 1898) француски песник, један од оснивача симболизма.Он је најпотпуније изразио тежње симболизма да новим песничким језиком стварају чисту поезију, која треба да открије апсолутну стварност ослобођену од вулгарности свакодневног живота. Поезија не треба да именује ствари већ да ствара њихову атмосферу, она не треба да казује него да наговештава, не да делује описом и сликом него сугестијом. Овим схватањем песник језику даје главну предност. За разлику од других симболиста који су своје незадовољство изражавали боемским животом, Маларме је живео мирним животом професора енглеског језика. Али то му није нимало сметало да поезији посвети свој живот.
Збирке песама:
- „Песме“ (1887).
- „Књига“ (1897).
- „Песме и проза“ (1891).